# Daniel Day-Lewis
Daniel Michael Blake Day-Lewis, född 29 april 1957 i London, är en brittisk skådespelare.

## Biografi
Daniel Day-Lewis är son till poeten Cecil Day-Lewis och skådespelerskan Jill Balcon. Hans syster Tamasin Day-Lewis är känd tv-kock och matrecensent i England.
Day-Lewis utbildades vid Bristol Old Vic Theatre School och började sin karriär som teaterskådespelare. Han fick 1982 sitt stora genombrott på teaterscenen när han tog över huvudrollen från Rupert Everett i spiondramat Another Country på teaterscenen i Londons West End. Efter framgången med Another Country spelade han under flera år med The Royal Shakespeare Company.
För den stora allmänheten är dock Day-Lewis främst känd för sitt arbete inom filmen och 1990 belönades han bland annat med en Oscar för bästa manliga huvudroll i Min vänstra fot. 2008 belönades han återigen med en Oscar för sin roll som Daniel Plainview i There Will Be Blood. 2013 vann han ytterligare en Oscar för sin rolltolkning av den amerikanska presidenten Abraham Lincoln i Steven Spielbergs film Lincoln. Day-Lewis är därmed den ende som vunnit tre Oscars i kategorin Bästa manliga skådespelare.
1992 slutade Day-Lewis helt med teater efter att han under en föreställning av Hamlet sade sig ha fått en förnimmelse av att hans far, likt Hamlets döde far, uppenbarade sig för honom som ett spöke på scenen. Att hans far dog när Day-Lewis bara var 15 år gammal, och innan hans skådespelarkarriär tog fart, säger Day-Lewis vara en av hans största sorger i livet.
Day-Lewis har under de senaste åren även medverkat i relativt få filmer, då han menar att Hollywood och filmvärlden inte längre tilltalar honom. Han är en hängiven anhängare av så kallad "method acting" och är känd för att gå in för rollen och karaktären även bakom kulisserna. I juni 2017 tillkännagav Day-Lewis att han upphör med skådespelandet.

### Privatliv
Day-Lewis är gift med regissören och manusförfattaren Rebecca Miller, dotter till pjäsförfattaren Arthur Miller. Paret har två gemensamma barn. Day-Lewis har även en son från ett tidigare förhållande med den franska skådespelerskan Isabelle Adjani.

## Filmografi

### Filmer
| År   | Filmtitel                              | Roll                               | Noter                |
| ---- | -------------------------------------- | ---------------------------------- | -------------------- |
| 1971 | Söndag, satans söndag                  | Barnvandal                         | Okrediterad          |
| 1982 | Gandhi                                 | Colin                              |                      |
| 1984 | Bounty                                 | John Fryer                         |                      |
| 1985 | Min sköna tvättomat                    | Johnny                             |                      |
| 1985 | Ett rum med utsikt                     | Cecil Vyse                         |                      |
| 1986 | Nanou                                  | Maxo                               |                      |
| 1988 | Varats olidliga lätthet                | Tomas                              |                      |
| 1988 | Att göra tavlor är väl ingen konst     | Henderson Dores                    |                      |
| 1989 | Eversmile, New Jersey                  | Dr. Fergus O'Connell               |                      |
| 1989 | Min vänstra fot                        | Christy Brown                      |                      |
| 1992 | Den siste mohikanen                    | Falköga/Nathaniel Poe              |                      |
| 1993 | Oskuldens tid                          | Newland Archer                     |                      |
| 1993 | I faderns namn                         | Gerry Conlon                       |                      |
| 1996 | Häxjakten                              | John Proctor                       |                      |
| 1997 | Boxaren                                | Danny Flynn                        |                      |
| 2002 | Forever Ealing                         | Berättare                          | Dokumentär, röstroll |
| 2002 | Gangs of New York                      | William "Bill the Butcher" Cutting |                      |
| 2003 | Abby Singer                            | Daniel Day-Lewis                   | Okrediterad cameo    |
| 2005 | The Ballad of Jack and Rose            | Jack Slavin                        | Även musikproducent  |
| 2007 | There Will Be Blood                    | Daniel Plainview                   |                      |
| 2009 | Nine                                   | Guido Contini                      |                      |
| 2010 | A Man's Story                          | Sig själv                          | Dokumentär           |
| 2012 | Access to the Danger Zone              | Berättare                          | Dokumentär, röstroll |
| 2012 | Lincoln                                | Abraham Lincoln                    |                      |
| 2017 | Spielberg                              | Sig själv                          | Dokumentär           |
| 2017 | Phantom Thread                         | Reynolds Woodcock                  |                      |
| 2021 | Daniel Day-Lewis: The Hollywood Genius | Sig själv                          | Dokumentär           |
| 2025 | Anemone                                | TBA                                |                      |

### TV-framträdanden
| År   | Titel                      | Roll                 | Noter                           |
| ---- | -------------------------- | -------------------- | ------------------------------- |
| 1980 | Ring så spanar vi          | DJ                   | Episod: "The Farmer Had a Wife" |
| 1981 | Thank You, P. G. Wodehouse | Psmith               | TV-film                         |
| 1981 | Artemis 81                 | Student              | TV-film                         |
| 1982 | How Many Miles to Babylon? | Alec                 | TV-film                         |
| 1982 | Frost in May               | Archie Hughes-Forret | Episod: "Beyond the Glass"      |
| 1983 | Play of the Month          | Gordon Whitehouse    | Episod: "Dangerous Corner"      |
| 1985 | My Brother Jonathan        | Jonathan Dakers      | TV-film                         |
| 1986 | The Insurance Man          | Dr. Kafka            | TV-film                         |
| 2005 | Chain Reactions            | Sig själv            | Dokumentär                      |
| 2005 | Cinema mil                 | Sig själv            |                                 |
| 2007 | Here's Looking at You, Boy | Johnny               | Dokumentär                      |
| 2008 | Shownieuws                 | Sig själv            |                                 |
| 2013 | 60 Minutes                 | Sig själv            | Actor (segment "Lincoln")       |

### Teaterframträdanden
| År      | Titel                                        | Roll               | Regissör                    | Teater                         |
| ------- | -------------------------------------------- | ------------------ | --------------------------- | ------------------------------ |
| 1979    | The Recruiting Officer                       | Stadsbo/Soldier    | Adrian Noble                | Theatre Royal, Bristol         |
| 1979    | Troilus och Cressida                         | Deiphobus          | Richard Cottrell            | Theatre Royal, Bristol         |
| 1979    | Funny Peculiar                               | Stanley Baldry     | Pete Postlethwaite          | Little Theatre, Bristol        |
| 1979–80 | Old King Cole                                | The Amazing Faz    | Bob Crowley                 | Bristol Old Vic, Bristol       |
| 1980    | Class Enemy                                  | Iron               | David Rome                  | Bristol Old Vic, Bristol       |
| 1980    | Edward II of England                         | Leicester          | Richard Cottrell            | Bristol Old Vic, Bristol       |
| 1980    | Oh, What a Lovely War!                       | Okänd              | David Tucker                | Theatre Royal, Bristol         |
| 1980    | A Midsummer Night's Dream                    | Philostrate        | Richard Cottrell            | Theatre Royal, Bristol         |
| 1981    | Look Back in Anger                           | Jimmy Porter       | George Costigan             | Little Theatre, Bristol        |
| 1981    | Dracula                                      | Greve Dracula      | George Costigan             | Little Theatre, Bristol        |
| 1982–83 | Another Country                              | Guy Bennett        | Stuart Burge                | Queen's Theatre                |
| 1983–84 | A Midsummer Night's Dream & Romeo and Juliet | Puck & Flute       | Sheila Hancock & John Caird | Royal Shakespeare Company      |
| 1984    | Dracula                                      | Greve Dracula      | Christopher Bond            | Half Moon Theatre, London      |
| 1986    | Futurists                                    | Volodya Mayakovsky | Richard Eyre                | Royal National Theatre, London |
| 1989    | Hamlet                                       | Hamlet             | Richard Eyre                | Royal National Theatre, London |